# Klara Andrup
Klara Lena Elisabeth Andrup, född 28 november 1997, är en svensk fotbollsspelare som spelar för IFK Göteborg.

## Karriär

### Tidiga år
Andrup började spela fotboll som femåring i Sandlyckan-Kullavik IF. Hon spelade därefter för Tölö IF och Åsa IF i samtliga divisioner mellan division 2 och division 5. Under andra halvan av 2023 gick Andrup till division 1-klubben Kungsbacka DFF.

### Hovås Billdal IF och Troy Trojans
Inför säsongen 2014 gick Andrup till Elitettan-klubben Hovås Billdal IF. Hon spelade 55 matcher och gjorde två mål för klubben i Elitettan mellan 2014 och 2016.
Hösten 2016 studerade Andrup vid Troy University i Troy, Alabama och spelade 19 matcher för deras idrottsförening Troy Trojans.

### Återkomst i Kungsbacka DFF
Inför säsongen 2017 återvände Andrup till Elitettan-klubben Kungsbacka DFF. Hon missade hela säsongen 2019 efter att råkat ut för en korsbandsskada i en träningsmatch mot norska Vålerenga. Totalt gjorde Andrup 14 mål på 52 matcher i Elitettan under sin tid i klubben.

### Hammarby IF
Inför säsongen 2020 gick Andrup till Elitettan-klubben Hammarby IF. Hon gjorde fyra mål på 22 matcher i Elitettan 2020.

### IF Brommapojkarna
I december 2020 värvades Andrup av Elitettan-klubben IF Brommapojkarna. Hon gjorde totalt 23 mål på 94 matcher i Elitettan och Damallsvenskan mellan 2021 och 2024.

### Napoli
I januari 2025 värvades Andrup av italienska Napoli.

### IFK Göteborg
I juli 2025 värvades Andrup av IFK Göteborg.